# مارسين مالك
مارسين مالك (بالبولندية: Marcin Małek)‏ هو شاعر بولندي، ولد في 24 فبراير 1975.